# Danh sách tổ chức tôn giáo giàu nhất thế giới
Đây là một danh sách chưa hoàn tất, và có thể sẽ không bao giờ thỏa mãn yêu cầu hoàn tất. Bạn có thể đóng góp bằng cách mở rộng nó bằng các thông tin đáng tin cậy.
Đây là danh sách các tổ chức tôn giáo giàu nhất trên thế giới, hầu hết các cơ cở tôn giáo giàu nhất trên thế giới đều thuộc về Công giáo (hoặc Kitô giáo). Tòa Thánh của Thành Vatican được xem là tổ chức tôn giáo giàu có nhất trên thế giới.

## Danh sách
| Vị trí | Tổ chức                                             | Tài sản (tỉ USD) | Quốc gia       | Tôn giáo  | Ghi chú                                              |
| ------ | --------------------------------------------------- | ---------------- | -------------- | --------- | ---------------------------------------------------- |
| 1      | Tòa Thánh (Thành Vatican)                           | (700.000)        | Thành Vatican  | Kitô giáo | Số liệu có gây tranh cãi do sự phổ biến của tổ chức. |
| 2      | Chính thống giáo Đông phương                        | 700              | Hy Lạp         | Kitô giáo | Kiểm tra mới nhất vào năm 2011                       |
| 3      | Giáo hội các Thánh hữu Ngày sau của Chúa Giêsu Kytô | 100              | toàn cầu       | Kitô giáo | Có một số nguồn tuyên bố lên tới 100 tỷ USD.         |
| 4      | Công giáo tại Đức                                   | 26               | Đức            | Kitô giáo | [ 8 ]                                                |
| 5      | Công giáo tại Pháp                                  | 23               | Pháp           | Kitô giáo | [ 9 ]                                                |
| 6      | Công giáo tại Úc                                    | 20,5             | Úc             | Kitô giáo | [ 10 ]                                               |
| 7      | Giáo hội Cơ Đốc Phục Lâm                            | 15,6             | Hoa Kỳ         | Kitô giáo | Từ năm 1998.                                         |
| 8      | Giáo hội Anh                                        | 11,97            | Vương quốc Anh | Kitô giáo | [ 12 ]                                               |
| 9      | Giáo hội Thụy Điển                                  | 11,42            | Thụy Điển      | Kitô giáo | Tính toán vào năm 2012.                              |
| 10     | Trinity Church                                      | 6                | Hoa Kỳ         | Kitô giáo | [ 14 ] [ 15 ] [ 16 ]                                 |
| 11     | Opus Dei (một phần của Giáo hội Công giáo)          | 2,8              | toàn cầu       | Kitô giáo | [ 17 ]                                               |
| 12     | Công giáo tại Philippines                           | 2                | Philippines    | Kitô giáo | [ 18 ]                                               |
| 13     | Church of Scientology                               | 2                | Hoa Kỳ         | —         | [ 19 ] [ 20 ]                                        |